# Tommy Milton

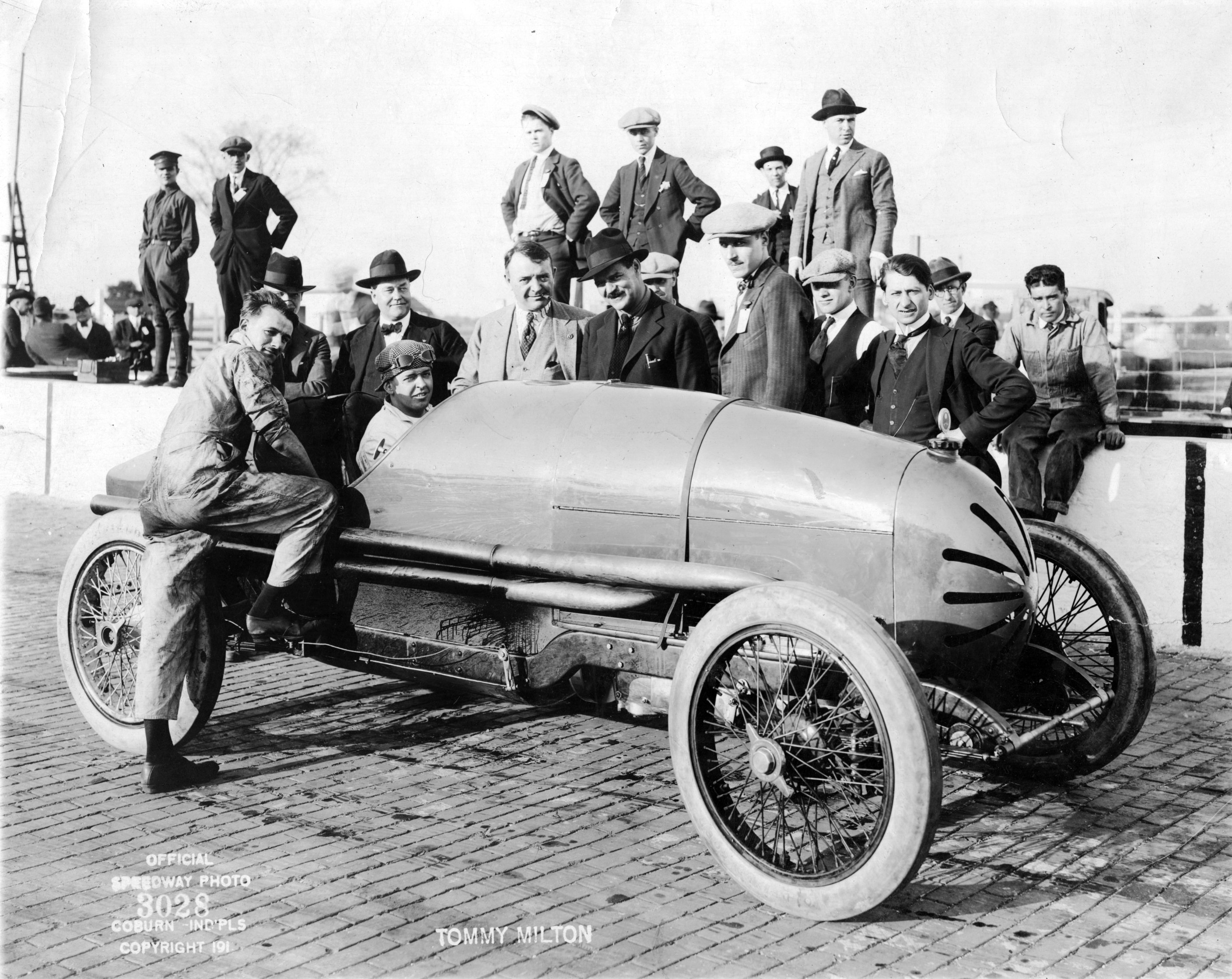
Tommy Milton com Barney Oldfield e Louis Chevrolet antes da 500 Milhas de Indianápolis de 1921

Thomas "Tommy" Milton ( St. Paul, Minnesota, Estados Unidos, 14 de novembro de 1893-Mount Clemens, 10 de Julho de 1962) foi um piloto de corridas americano. Ele ganhou as 500 milhas de Indianápolis em 1921 e 1923 e um total de 20 corridas de Campeonato Nacional da American Automobile Club. Campeão em 1921 e o vice-campeão coroado em 1920, 1922 e 1925.

## Carreira
Milton começou a correr em ovais de terra em 1914. Em 1916, ele fez sua estreia na Campeonato Nacional da AAA, onde ele conseguiu um segundo, um terceiro e um quarto em nove corridas e sétimo na tabela de pontos.
Durante a Primeira Guerra Mundial, o piloto continuou correndo na AAA, mesmo que o campeonato não foi disputado. Em 1917, obteve duas vitórias e quatro segundos lugares, em 1918 teve uma vitória e um terceiro lugar em quatro aparições e em 1919 acumulou cinco vitórias em nove corridas. Naquele ano ele fez sua estreia nas 500 milhas de Indianápolis, onde abandonou por falha mecânica.
O AAA voltou a organizar o campeonato nacional em 1920. Milton conseguiu uma vitória, um segundo e um terceiro nas 500 milhas de Indianápolis, então foi vice-campeão atrás de Gaston Chevrolet, que venceu Indianápolis.
Em 1920 Milton e Murphy ultrapassaram pela primeira vez a velocidade de 150 milhas por hora (240 km/h) na terra no circuito de Daytona Beach, ao volante de um bimotor Duesenberg. Murphy fez informalmente, enquanto Milton fez na AAA. Esse motivo fez com que Milton deixasse a equipe no final do ano.
Milton venceu as 500 milhas de Indianápolis de 1921, liderou 90 voltas, em seguida, passa Ralph DePalma que abandonou a meio da corrida. Naquele ano, ele conseguiu um total de três vitórias, cinco segundos lugares e dois terceiros nas 19 corridas, obtendo assim o título contra Roscoe Sarles, Eddie Hearne e Jimmy Murphy.
Em 1922, ele conseguiu quatro vitórias e cinco segundos lugares, embora quatro delas eram curtos. Assim, ficou em segundo lugar no campeonato atrás de Murphy, que venceu Indianápolis e várias corridas de longa duração.
O piloto conseguiu em 1923 sua segunda vitória nas 500 milhas de Indianápolis, contando como um piloto de rezamento - Howdy Wilcox - para umas 50 voltas, depois de alcançar a posição de pole position e dirigir 128 voltas. No entanto, esse resultado é adicionado apenas um sexto colocado em oito participações, então foi quinto colocado no campeonato.
Em nove corridas de 1924, Milton acumulou uma vitória, um segundo e três terceiros. Portanto, terminou em quarto no campeonato atrás de Murphy, Earl Cooper e Bennett Hill.
Milton conseguiu em 1925 a duas vitórias, um segundo lugar, três terceiros e um quinto nas 500 milhas de Indianápolis. Assim, foi vice-campeão, atrás de Peter DePaolo. O piloto disputou Fulford, em 1926 e disse adeus para a AAA em 1927 com um oitavo lugar nas 500 milhas de Indianápolis de 1928.
Após sua aposentadoria como piloto, Milton voltou as 500 milhas de Indianápolis como comissário esportivo por quase uma década. Ele sofreu vários anos por queimaduras que tinham um choque em 1919 e morreu em 1962.

### Resultados nas 500 Milhas de Indianápolis
| Ano   | Carro | Largada | Classificação                          | Ranqueamento | Resultado | Voltas Completadas | Voltas Lideradas | Status  |
| ----- | ----- | ------- | -------------------------------------- | ------------ | --------- | ------------------ | ---------------- | ------- |
| 1919  | 9     | 31      | 89,900 milhas por hora (144,680 km/h)  | 31           | 25        | 50                 | 0                | Rod     |
| 1920  | 10    | 11      | 90,200 milhas por hora (145,163 km/h)  | 11           | 3         | 200                | 0                | Corrida |
| 1921  | 2     | 20      | 93,050 milhas por hora (149,749 km/h)  | 11           | 1         | 200                | 90               | Corrida |
| 1922  | 8     | 24      | 94,400 milhas por hora (151,922 km/h)  | 15           | 24        | 44                 | 0                | Tanque  |
| 1923  | 1     | 1       | 108,170 milhas por hora (174,083 km/h) | 1            | 1         | 200                | 128              | Corrida |
| 1924  | 5     | 3       | 105,200 milhas por hora (169,303 km/h) | 3            | 21        | 110                | 0                | Tanque  |
| 1925  | 4     | 11      | 104,366 milhas por hora (167,961 km/h) | 13           | 5         | 200                | 0                | Corrida |
| 1927  | 6     | 25      | 108,758 milhas por hora (175,029 km/h) | 20           | 8         | 200                | 0                | Corrida |
| Total | Total | Total   | Total                                  | Total        | Total     | 1204               | 218              |         |

| Largadas  | 8 |
| Poles     | 1 |
| 1º fila   | 2 |
| Vitórias  | 2 |
| Top 5     | 4 |
| Top 10    | 5 |
| Abandonos | 3 |